# Aeroportul Internațional Governor Francisco Gabrielli
Aeroportul Internațional Governor Francisco Gabrielli (IATA: MDZ, ICAO: SAME) este un aeroport din Provincia Mendoza, Argentina ce deservește zona Mendoza. Aeroportul a fost tranzitat în decembrie 2022 de 172.718 pasageri. A fost numit după zona deservită.
Situat la o altitudine de 704 m, aeroportul dispune de o singură pistă. Este operat de Aeropuertos Argentina⁠(d).